# Gorna Banyitsa
Gorna Banyitsa (en macédonien Горна Бањица ; en albanais Banjica e Epërme) est un village du nord-ouest de la Macédoine du Nord, situé dans la municipalité de Gostivar. Le village comptait 4423 habitants en 2002. Il est majoritairement albanais.

## Démographie
Lors du recensement de 2002, le village comptait :
- Albanais : 1 636
- Turcs : 1 243
- Macédoniens : 1 196
- Roms : 315
- Serbes : 4
- Autres : 29